# Чемпіонат Північної і Центральної Америки та країн Карибського басейну з легкої атлетики 2018
Чемпіонат Північної і Центральної Америки та країн Карибського басейну з легкої атлетики 2018 відбувся 10-12 серпня в Торонто на стадіоні «Варсіті».

## Призери

### Чоловіки
| Дисципліни                | Золото                                                           | Золото      | Срібло                                                                         | Срібло   | Бронза                                                                   | Бронза   |
| ------------------------- | ---------------------------------------------------------------- | ----------- | ------------------------------------------------------------------------------ | -------- | ------------------------------------------------------------------------ | -------- |
| 100 метрів                | Тайквендо Трейсі Ямайка                                          | 10,03 CR    | Кендал Вільямс США                                                             | 10,11    | Камерон Баррелл США                                                      | 10,12    |
| 200 метрів                | Кайл Гро Тринідад і Тобаго                                       | 20,11 CR    | Аарон Браун Канада                                                             | 20,20    | Найджел Елліс Ямайка                                                     | 20,57    |
| 400 метрів                | Деміш Гей Ямайка                                                 | 45,47       | Нері Бренес Коста-Рика                                                         | 45,67    | Фітцрой Данклі Ямайка                                                    | 45,76    |
| 800 метрів                | Брендон Мак-Брайд Канада                                         | 1.46,14     | Марко Ароп Канада                                                              | 1.46,82  | Веслі Васкес Пуерто-Рико                                                 | 1.47,63  |
| 1500 метрів               | Айзеїк Йоркс США                                                 | 3.51,85     | Патрік Кейсі США                                                               | 3.51,87  | Шарль Філібер-Тібуто Канада                                              | 3.52,60  |
| 5000 метрів               | Гассан Мід США                                                   | 14.00,18    | Райлі Мастерс США                                                              | 14.01,04 | Джастін Найт Канада                                                      | 14.01,77 |
| 10000 метрів              | Лопес Ломонг США                                                 | 29.49,03 CR | Елкана Кібет США                                                               | 29.51,37 | Рід Фішер США                                                            | 29.53,63 |
| 110 метрів з бар'єрами    | Генсл Парчмент Ямайка                                            | 13,28       | Алік Гарріс США                                                                | 13,49    | Шейн Брейтвейт Барбадос                                                  | 13,52    |
| 400 метрів з бар'єрами    | Кайрон Мак-Мастер Британські Віргінські Острови                  | 48,18 CR    | Аннсерт Вайт Ямайка                                                            | 48,91    | Халліфа Россер США                                                       | 49,13    |
| 3000 метрів з перешкодами | Енді Баєр США                                                    | 8.28,55 CR  | Тревіс Махоуні США                                                             | 8.28,29  | Джордан Манн США                                                         | 8.45,14  |
| 4×100 метрів              | КанадаБісмарк Боатенг Джером Блейк Моболаде Аджомале Аарон Браун | 38,57       | БарбадосШейн Брейтвейт Маріо Берк Беркхарт Елліс Джакван Гойт                  | 38,69    | Тринідад і ТобагоНатан Фарінья Джонатан Фарінья Джейлен Перселл Кайл Гро | 38,89    |
| 4×400 метрів              | СШАНатан Стротер Обі Ігбокве Майкл Черрі Камарі Монтгомері       | 3.00,60     | Багамські ОстровиБахамас О'Джей Фергюсон Терей Сміт Майкл Метью Алонзо Расселл | 3.03,80  | КубаЛеандро Самора Адріан Шакон Рубен Кабальєро Йоандіс Лескай           | 3.04,11  |
| Ходьба 20 кілометрів      | Еван Данфі Канада                                                | 1:25.39 CR  | Нік Крісті США                                                                 | 1:30.11  | Джон Коді Ріш США                                                        | 1:36.05  |
| Стрибки у висоту          | Джерон Робінсон США                                              | 2,28 CR     | Майкл Мейсон Канада                                                            | 2,28     | Дональд Томас Багамські ОстровиДжанго Ловетт Канада                      | 2,28     |
| Стрибки з жердиною        | Скотт Г'юстон США                                                | 5,45 CR     | Шонесі Барбер Канада                                                           | 5,40     | не вручалась                                                             |          |
| Стрибки в довжину         | Маркіз Денді США                                                 | 8,29 CR     | Таджей Гейл Ямайка                                                             | 8,24     | Рамон Бейлі Ямайка                                                       | 8,09     |
| Потрійний стрибок         | Хордан Діас Куба                                                 | 16,83       | Кріс Бенард США                                                                | 16,73    | Кіандре Бейтс США                                                        | 16,65    |
| Штовхання ядра            | Даррелл Гілл США                                                 | 21,68 CR    | Тім Недоу Канада                                                               | 21,02    | О'Дейн Річардс Ямайка                                                    | 20,89    |
| Метання диска             | Федрік Дакрес Ямайка                                             | 68,47 CR    | Тревіс Смікл Ямайка                                                            | 65,46    | Реджі Джагерс США                                                        | 62,70    |
| Метання молота            | Роберто Соєрс Коста-Рика                                         | 72,94 CR    | Алекс Янг США                                                                  | 72,75    | Адам Кінан Канада                                                        | 72,72    |
| Метання списа             | Андерсон Пітерс Гренада                                          | 79,65 CR    | Кертіс Томпсон США                                                             | 76,02    | Маркім Фелікс Гренада                                                    | 75,14    |

### Жінки
| Дисципліни                | Золото                                                      | Золото      | Срібло                                                                 | Срібло   | Бронза                                                               | Бронза   |
| ------------------------- | ----------------------------------------------------------- | ----------- | ---------------------------------------------------------------------- | -------- | -------------------------------------------------------------------- | -------- |
| 100 метрів                | Дженна Прандіні США                                         | 10,96 CR    | Джоніель Сміт Ямайка                                                   | 11,07    | Крістал Еммануел Канада                                              | 11,11    |
| 200 метрів                | Шеріка Джексон Ямайка                                       | 22,64       | Крістал Еммануел Канада                                                | 22,67    | Філліс Френсіс США                                                   | 22,91    |
| 400 метрів                | Стефані-Енн Макферсон Ямайка                                | 51,15       | Аянна Стіверн Канада                                                   | 52,00    | Бріонна Томас США                                                    | 52,19    |
| 800 метрів                | Аджей Вілсон США                                            | 1.57,52 CR  | Натоя Гуле Ямайка                                                      | 1.57,95  | Розмарі Альманса Куба                                                | 2.00,15  |
| 1500 метрів               | Кейт Грейс США                                              | 4.06,23 CR  | Шеннон Осіка США                                                       | 4.06,92  | Габріела Стаффорд Канада                                             | 4.07,36  |
| 5000 метрів               | Рейчел Шнайдер США                                          | 15.26,19 CR | Лорен Пакетт США                                                       | 15.39,40 | Кейт ван Баскірк Канада                                              | 15.50,35 |
| 10000 метрів              | Маріель Голл США                                            | 33.27,19    | Рошель Канухо США                                                      | 33.28,33 | Рейчел Кліфф Канада                                                  | 33.30,16 |
| 100 метрів з бар'єрами    | Кендра Гаррісон США                                         | 12,55 CR    | Данієль Вільямс Ямайка                                                 | 12,61    | Андрея Варгас Коста-Рика                                             | 12,91    |
| 400 метрів з бар'єрами    | Шам'єр Літтл США                                            | 53,32 CR    | Дженів Расселл Ямайка                                                  | 53,81    | Джорджанн Молін США                                                  | 54,26    |
| 3000 метрів з перешкодами | Мел Лоуренс США                                             | 9.45,36 CR  | Емілі Орен США                                                         | 9.56,66  | Меган Ролланд США                                                    | 9.59,85  |
| 4×100 метрів              | СШАК'яра Паркер Шанія Коллінс Дезері Браянт Дженна Прандіні | 42,50       | ЯмайкаШеллі-Енн Фрейзер-Прайс Джура Лівай Джоніель Сміт Шеріка Джексон | 43,33    | КанадаШейна Гаррісон Крістал Еммануел Філісія Джордж Джелісса Вестні | 43,50    |
| 4×400 метрів              | СШАБріана Гіллорі Джасмін Блокер Кіана Гортон Кортні Около  | 3.26,08     | ЯмайкаСтефані-Енн Макферсон Тіффані Джеймс Анастасія Лерой Крістін Дей | 3.27,25  | КанадаМіша Пауелл Аянна Стіверн Тревія Джонс Аліша Браун             | 3.28,04  |
| Ходьба 20 кілометрів      | Мірія Міхта-Коффі США                                       | 1:36.34 CR  | Мірна Ортіс Гватемала                                                  | 1:38.36  | Кейті Бернетт США                                                    | 1:39.31  |
| Стрибки у висоту          | Леверн Спенсер Сент-Люсія                                   | 1,91 CR     | Елізабет Паттерсон США                                                 | 1,88     | Лоретта Блаут США                                                    | 1,82     |
| Стрибки з жердиною        | Кеті Наджеотт США                                           | 4,75 CR     | Яріслей Сілва Куба                                                     | 4,70     | Сенді Морріс США                                                     | 4,65     |
| Стрибки в довжину         | Шакіла Сондерс США                                          | 6,60        | Кванеша Беркс США                                                      | 6,59     | Тіссанна Гіклінг Ямайка                                              | 6,38     |
| Потрійний стрибок         | Шаніка Рікеттс Ямайка                                       | 14,25 CR    | Торі Франклін США                                                      | 14,09    | Теа Лафонд Домініка                                                  | 13,74    |
| Штовхання ядра            | Меггі Юен США                                               | 18,22       | Клеопатра Борель Тринідад і Тобаго                                     | 17,83    | Джессіка Ремсі США                                                   | 17,80    |
| Метання диска             | Яйме Перес Куба                                             | 61,97 CR    | Валарі Олман США                                                       | 59,67    | Меггі Юен США                                                        | 59,00    |
| Метання молота            | Деанна Прайс США                                            | 74,60 CR    | Джилліан Вейр Канада                                                   | 71,96    | Брук Андерсен США                                                    | 70,05    |
| Метання списа             | Аріана Інс США                                              | 59,59       | Бетані Дрейк США                                                       | 54,07    | Кораліс Ортіс Пуерто-Рико                                            | 53,11    |

## Медальний залік
| Місце               | Країна                        | Золото | Срібло | Бронза | Загалом |
| ------------------- | ----------------------------- | ------ | ------ | ------ | ------- |
| 1                   | США                           | 25     | 19     | 17     | 61      |
| 2                   | Ямайка                        | 7      | 10     | 5      | 22      |
| 3                   | Канада                        | 3      | 8      | 10     | 21      |
| 4                   | Куба                          | 2      | 1      | 1      | 4       |
| 5                   | Коста-Рика                    | 1      | 1      | 1      | 3       |
| 5                   | Тринідад і Тобаго             | 1      | 1      | 1      | 3       |
| 7                   | Гренада                       | 1      | 0      | 1      | 2       |
| 8                   | Британські Віргінські Острови | 1      | 0      | 0      | 1       |
| 8                   | Сент-Люсія                    | 1      | 0      | 0      | 1       |
| 10                  | Барбадос                      | 0      | 1      | 1      | 2       |
| 11                  | Гватемала                     | 0      | 1      | 0      | 1       |
| 12                  | Багамські Острови             | 0      | 0      | 2      | 2       |
| 12                  | Пуерто-Рико                   | 0      | 0      | 2      | 2       |
| 14                  | Домініка                      | 0      | 0      | 1      | 1       |
| Загалом (14 збірні) | Загалом (14 збірні)           | 42     | 42     | 42     | 126     |